# 神性
神性（しんせい、英: divinity, divine nature, deity、仏: divinité）とは、「神の性質。神としての性質」や「こころ。精神」を指す言葉。

## 概要
聖なるもの、神聖なるもの、聖（きよ）いものと考えられている、そして、ある時は宗教的に神（かみ）として言及される、超自然的また超越的な存在。神格（しんかく）とも言われる。
神性が表現されるあり方は様々だが、多くの場合、人間の形で表現される。ある種の信仰では、神性を、具体的なかたちを持つものとして、イメージしたり、描写することを冒涜とみなす。それらの伝統では共通点として、神性は不死で意識を持っており、人格を持ち人間と同じように知的欲求を持ち、願望を持ち感情をもっている。
ある神性は時間と運命の支配者であるとされ、人間の法律と道徳を与えるもの、人間の価値の最終的な裁定者であり、天と地の設計者たる創造主であるとされている。

## 語源
「deity（神性）」はラテン語の「dea（神々）」と「deus（神）」や、サンスクリット語の「devatã（女神、神々）」、「divya（天の、神々の）」などの他のインド・ヨーロッパ語族の単語と同根である。ラテン語の「deis（日）」と「divum（天）」サンスクリット語の「div,diu（空、日、輝く）」に当たる言葉に関連がある。また、「divine（神の、神聖な）」と「divinity（神性、神格、神）」は、ラテン語の「divinus」から来ている。「Khoda」はペルシア語から英語に神と訳される。
英語の「God」はアングロサクソン語から来ており、ゲルマン語に類似した単語は多く見られる。

### 箇所不明
- 『新キリスト教辞典』いのちのことば社、1991年

## 関連用語
- ケノーシス（英語版）(神性放棄とも訳される) - ギリシャ語で空にすることを意味する。キリスト教の神学で用いられる用語で、キリストが受肉して人として罪を背負ったこと